# فرانك أوليفر (لاعب كرة قدم)
فرانك أوليفر (بالإنجليزية: Frank Oliver)‏ هو لاعب كرة قدم بريطاني (وحمل سابقاً جنسية المملكة المتحدة لبريطانيا العظمى وأيرلندا) في مركز مهاجم داخلي، ولد في 30 نوفمبر 1882 في ساوثهامبتون في المملكة المتحدة. لعب مع نادي إيفرتون ونادي برينتفورد ونادي ساوثبورت ونادي ليتون أورينت.